# Shane McMahon
Shane Brandon McMahon (15 de gener de 1970), és un executiu i ocasional lluitador professional estatunidenc, que treballa a la marca a l'empresa World Wrestling Entertainment (WWE). Shane és fill de Vince McMahon i germà de Stephanie McMahon.

## Carrera
En el Wrestlemania 32 va lluitar en un Hell in a cell match contra The Undertaker. Va perdre el combat però tot i això el seu pare li va donar el control de Raw.
El 2016, quan Raw i SmackDown es van separar, ell i Daniel Bryan es van convertir en els mànagers generals de SmackDown Live.
Va formar part de l'equip SmackDown Live durant l'edició de Survivor Series 2016 i 2017. A finals de 2016 va iniciar un feu amb Kevin Owens amb el qui va luitar a Hell in a cell. Va perdre per culpa de la interferència de Sami Zayn.
Apareix cada dimarts en el programe de SmackDown Live.